# 미스터 존스 (2019년 영화)
《미스터 존스》(영어: Mr Jones, 폴란드어: Obywatel Jones, 우크라이나어: Ціна правди)는 2019년 공개된 아그니에슈카 홀란트 감독의 전기 스릴러 드라마 영화이다. 제임스 노턴 등이 주연으로 출연하였다.

## 출연
- 제임스 노턴 - 개러스 존스 역
- 바네사 커비 - 에이다 브룩스 역
- 피터 사스가드 - 월터 듀랜티 역
- 케네스 크래넘 - 데이비드 로이드 조지 역
- 조지프 몰 - 조지 오웰 역
- 셀린 존스 - 매슈 역

## 수상
- Grand Prix Golden Lions - 제44회 Gdynia Film Festival 2019[2]